# Borla, Sălaj

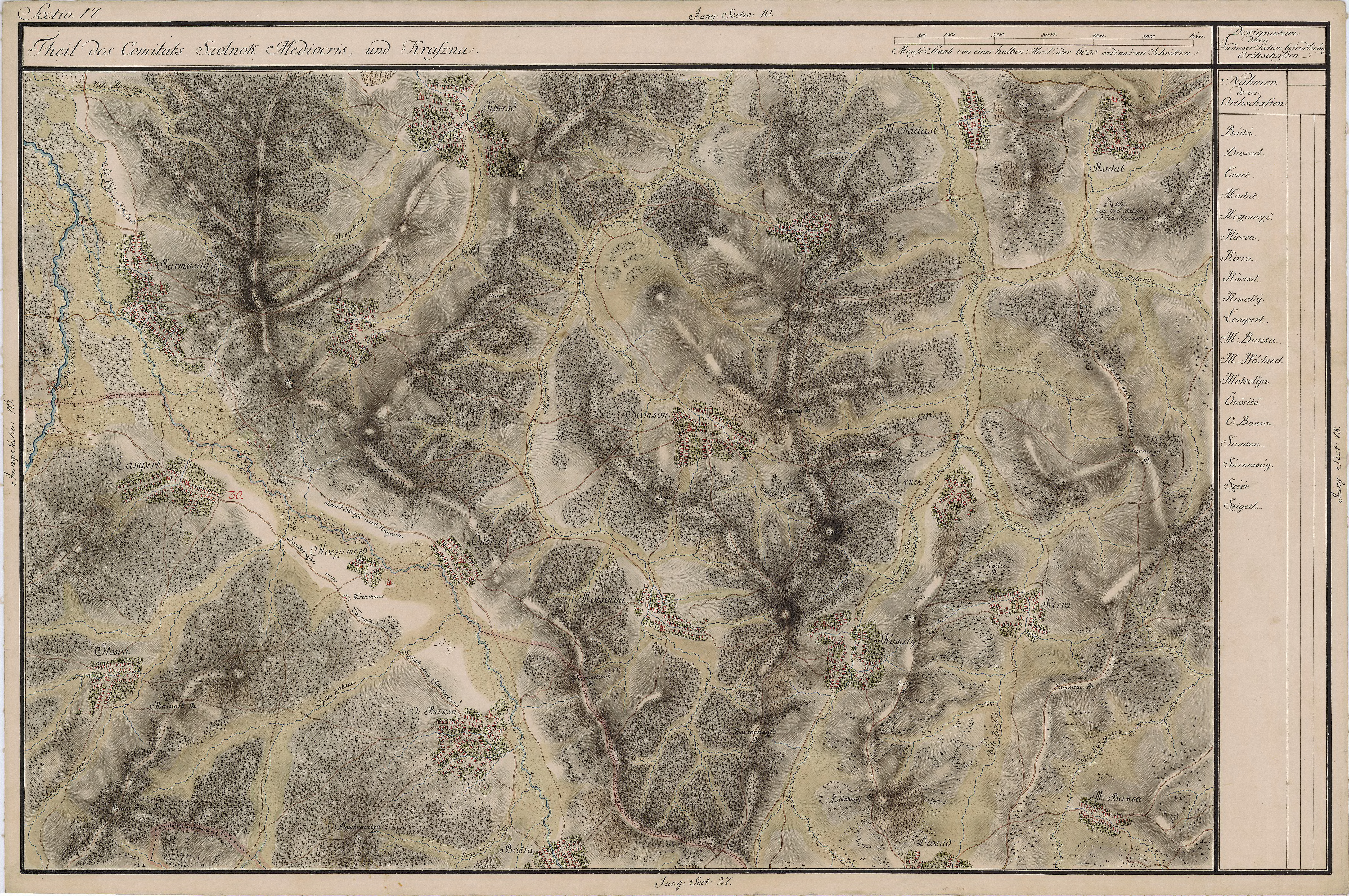
Borla în Harta Iosefină a Transilvaniei, 1769-1773

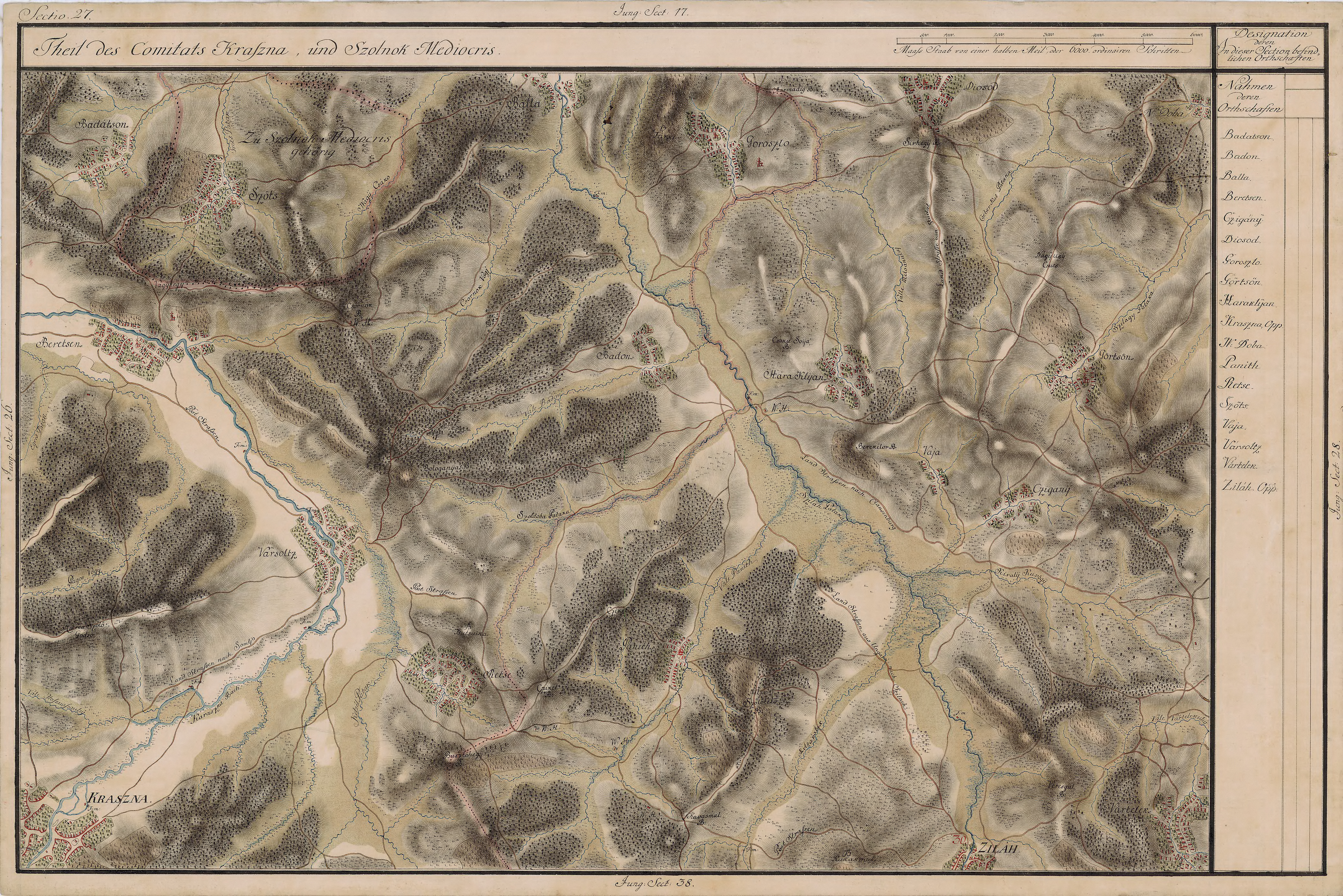

Borla este un sat în comuna Bocșa din județul Sălaj, Transilvania, România. Vinul de Borla este bine cunoscut chiar si in afara regiunii.